# Lucy-le-Bocage

Lucy-le-Bocage este o comună în departamentul Aisne din nordul Franței. În 1 ianuarie 2022 avea o populație de 212 de locuitori.